# گمینا رادوانگتسه
گمینا رادوانگتسه (به لهستانی:  Gmina Radwanice) یک گمینا در لهستان است که در شهرستان پولکوویتسه واقع شده‌است. گمینا رادوانگتسه ۸۳٫۹۷ کیلومتر مربع مساحت و ۴٬۳۷۴ نفر جمعیت دارد.